# Ормсбі (Міннесота)
Ормсбі (англ. Ormsby) — місто (англ. city) в США, в округах Ватонван і Мартін штату Міннесота. Населення — 118 осіб (2020).

## Географія
Ормсбі розташоване за координатами 43°51′1″ пн. ш. 94°41′55″ зх. д. / 43.85028° пн. ш. 94.69861° зх. д. (43.850351, -94.698634).  За даними Бюро перепису населення США в 2010 році місто мало площу 0,92 км², уся площа — суходіл.

## Демографія
Згідно з переписом 2010 року, у місті мешкала 131 особа в 65 домогосподарствах у складі 41 родини. Густота населення становила 143 особи/км².  Було 68 помешкань (74/км²).
Расовий склад населення:
| - 91,6 % — білих - 7,6 % — корінних американців |

До двох чи більше рас належало 0,8 %. Частка іспаномовних становила 1,5 % від усіх жителів.
За віковим діапазоном населення розподілялося таким чином: 14,5 % — особи молодші 18 років, 59,5 % — особи у віці 18—64 років, 26,0 % — особи у віці 65 років та старші. Медіана віку мешканця становила 52,3 року. На 100 осіб жіночої статі у місті припадало 92,6 чоловіків;  на 100 жінок у віці від 18 років та старших — 89,8 чоловіків також старших 18 років.
Середній дохід на одне домашнє господарство  становив 51 143 долари США (медіана — 42 917), а середній дохід на одну сім'ю — 53 945 доларів (медіана — 47 500). За межею бідності перебувало 18,6 % осіб, у тому числі 26,3 % дітей у віці до 18 років та 4,8 % осіб у віці 65 років та старших.
Цивільне працевлаштоване населення становило 55 осіб. Основні галузі зайнятості: виробництво — 18,2 %, транспорт — 12,7 %, фінанси, страхування та нерухомість — 12,7 %.